# Выбывший из игры
«Выбывший из игры» (англ. Odd Man Out) — британский фильм-нуар режиссёра Кэрола Рида, вышедший на экраны в 1947 году. Экранизация одноимённого романа Ф. Л. Грина. Известен как любимый фильм Романа Поланского.

## Сюжет
Действие происходит в Северной Ирландии в условиях политической напряжённости. Члены нелегальной группы, борющейся против британских властей, составили план ограбления фабричной кассы с целью пополнения бюджета своей организации. Руководить операцией должен Джонни Маккуин, годом ранее сбежавший из тюрьмы и всё это время скрывавшийся у своих друзей. Однако в определённый момент ход ограбления выходит из-под контроля, и Джонни, раненный в плечо, вынужден убить одного из охранников. Стараясь как можно скорее скрыться с места преступления, участники группы бросают своего лидера, который теперь должен в одиночку противостоять сжимающемуся кольцу преследователей…

## В ролях
- Джеймс Мэйсон — Джонни Маккуин
- Кэтлин Райан — Кэтлин Салливан
- Роберт Ньютон — Люки
- Сирил Кьюсак — Пэт
- Роберт Битти — Деннис
- Ф. Дж. Маккормик — Шелл
- Уильям Хартнелл — Фенси
- Фэй Комптон — Рози
- Денис О'Ди — инспектор
- Уильям Джордж Фэй — отец Том
- Дора Брайан — девушка в телефонном киоске (в титрах не указана; впервые на экране)

## Награды и номинации
- 1947 — участие в конкурсе Венецианского кинофестиваля.
- 1947 — номинация на премию Национального совета кинокритиков США за лучший фильм.
- 1948 — премия BAFTA за лучший британский фильм.
- 1948 — номинация на премию Оскар за лучший монтаж (Фергюс Макдоннелл).